# Episodi di Garfield e i suoi amici
Questa è la lista di episodi di Garfield e i suoi amici.

## Episodi

### Stagione 1
- 01: Buon compleanno Garfield/Wade il ricercato/Danze hawaiane (Peace & Quiet/Wanted: Wade/Garfield Goes Hawaiian)
- 02: Non disturbare Garfield/Alieno in vista/Scuola di obbedienza (Box o' Fun/Unidentified Flying Orson/School Daze)
- 03: L'incubo di Garfield/Naso a Banana/Ode ad Odie (Nighty Nightmare/Banana Nose/Ode to Odie)
- 04: Il mostro in cucina/La volpe e l'uovo/L'allergia di Garfield (Fraidy Cat/Shell Shocked Sheldon/Nothing to Sneeze At)
- 05: Nutrire gli affamati/Attenti al toro/Garfield e il paradiso dei topi (Garfield's Moving Experience/Wade: You're Afraid/Good Mousekeeping)
- 06: Crisi d'identità/Un gioco pericoloso/Aiuto,voglio scendere! (Identity Crisis/The Bad Sport/Up a Tree)
- 07: Garfield,problemi di peso/Caccia al verme/Chi ama i postini (Weighty Problem/The Worm Turns/Good Cat, Bad Cat)
- 08: Garfield, vita in montagna/Il ritorno di Super Orson/Garfield in punizione (Cabin Fever/ Return of Power Pig/Fair Exchange)
- 09: Lo show del grande Binky/Orson e i suoi fratelli/Non muoverti (The Binky Show/ Keeping Cool/Don't Move!)
- 10: Garfield,fermate il mago/Il piccolo eroe/Una brutta giornata(Magic Mutt/ Short Story/ Monday Misery)
- 11: Che razza di gatto/La festa nazionale della zuppa di Tapioca/Professor Garfield(Best of Breed/ National Tapioca Pudding Day/All About Odie)
- 12: Il vendicatore mascherato/Timidi voli/Un'insalata molta ricca (Caped Avenger/ Shy Fly Guy/ Green Thumbs Down)
- 13: Garfield,non ti scordar di me/Momenti difficili/Vietato comprare (Forget Me Not/ I Like Having You Around!/ Sales Resistance)

### Stagione 2
- 14: Una ricetta speciale/Un burlone fasullo/Grasso e peloso (Pest of a Guest/ The Impractical Joker/ Fat & Furry)
- 15: Dormi, Garfield, dormi/ La legge di cadità/ I dolci della mamma (Rip Van Kitty/ Grabbity/ The Big Catnap)
- 16: La grande fuga/Uova strapazzate/Garfield racconta (The Great Getaway/ Scrambled Eggs/ Hansel and Garfield)
- 17: Il mostro di fango/Un oroscopo per tutti/ Un'estate natalizia (The Sludge Monster/ Fortune Kooky/ Heatwave Holiday)
- 18: Chi scherza a tavola/Un amico su cui contare/ Appuntamento galante (One Good Fern Deserves Another/ Goody-Go-Round/ The Black Book)
- 19: The Legend of the Lake/ Double Oh Orson/ Health Feud
- 20: Binky Gets Cancelled!/ Show Stoppers/ Cutie and the Beast
- 21: The Lasagna Zone/ Sleepytime Pig/ Yojumbo
- 22: Pros and Cons/ Rooster Revenge/ Lights! Camera! Garfield!
- 23: Garfield a pian accoppanaso/Suniercole/Garfield e Il Piccolo Genio (Polecat Flats/ Hogcules/ Brain Boy)
- 24: Maine Course/ No Laughing Matter/ Attack of the Mutant Guppies
- 25: Robodie/ First Aid Wade/ Video Victim
- 26: The Curse of Klopman/ Mud Sweet Mud/ Rainy Day Dreams
- 27: Basket Brawl/ Origin of Power Pig!/ Cactus Jake Rides Again
- 28: Binky Goes Bad!/ Barn of Fear/ Mini-Mall Matters
- 29: Attention-Getting Garfield/ Swine Trek/ It Must Be True!
- 30: Arrivederci, Odie!/ Gort Goes Good/ Feeling Feline
- 31: The Bear Facts/ Nothing to Be Afraid of/ The Big Talker
- 32: Cactus Makes Perfect/ Hogcules II/ Crime and Nourishment
- 33: T.V. of Tomorrow/ Little Red Riding Egg/ Well-Fed Feline
- 34: Invasion of the Big Robots/ Shelf Esteem/ Housebreak Hotel
- 35: First Class Feline/ Hamelot/ How to be Funny
- 36: Mystic Manor/ Flop Goes the Weasel/ The Legend of Long Jon
- 37: China Cat/ Cock-a-Doodle Dandy/ Beach Blanket Bonzo
- 38: Lemon-Aid/ Hog Noon/ Video Airlines
- 39: The Mail Animal/ Peanut-Brained Rooster/ Mummy Dearest

### Stagione 3
- 40: Skyway Robbery/ The Bunny Rabbits is Coming!/ Close Encounters of the Garfield Kind
- 41: Astro Cat/ Cock-A-Doodle Duel/ Cinderella Cat
- 42: Ship Shape/ Barn of Fear II/ Break a Leg
- 43: Doppia versione/Orson va in vacanza/Campane nuziali (Twice Told Tale/ Orson Goes on Vacation/ Wedding Bell Blues)
- 44: Il robot lavatore/I segreti dei cartoni animati/Via dal selvaggio West (Clean Sweep/ Secrets of the Animated Cartoon/ How The West Was Lost)
- 45: Il clown è senza lavoro/Offerta speciale/Odie e la diabolica vecchietta (Binky Gets Cancelled Again!/ Orson's Diner/ Flat Tired)
- 46: Return of the Buddy Bears/ Much Ado About Lanolin/ Reigning Cats and Dogs
- 47: Fit for A King/ Ben Hog/ Dessert in the Desert
- 48: Hound of the Arbuckles/ Read Alert/ Urban Arbuckle
- 49: Odielocks and the Three Cats/ Quack to the Future/ Beddy Buy
- 50: Count Lasagna/ Mystery Guest/ Rodent Rampage
- 51: The Feline Felon/ The Legal Eagle/ The Cactus Saga
- 52: D.J. Jon/ Cornfinger/ Five Minute Warning
- 53: Wonderful World/ The Orson Awards/ The Garfield Workout
- 54: All Things Fat and Small/ Robin Hog/ Hare Replacement
- 55: Stick to It/ Orson in Wonderland/ For Cats Only
- 56: Mistakes Will Happen/ The Well Dweller/ The Wise Man
- 57: Star Struck/ Election Daze/ Dirty Business

### Stagione 4
- 58: The Legend of Cactus Jupiter/ Birthday Boy Roy/ Jukebox Jon
- 59: Squeak Previews/ Dr. Jekyll & Mr. Wade/ A Tall Tale
- 60: La Mucca Che Abbaia/Buddy Bird il cattivello/Il gattangelo custode [Moo Cow Mutt/ Big Bad Buddy Bird/ Angel Puss ]
- 61: Trial and Error/ An Egg-Citing Story/ Supermarket Mania
- 62: Frankenstein Feline/ Weatherman Wade/ Fill-in Feline
- 63: Polar Pussycat/ Over the Rainbow/ Remote Possibilities
- 64: Night of the Living Laundromat/ Fast Food/ Cash and Carry
- 65: Speed Trap/ Flights of Fantasy/ Castaway Cat
- 66: Mind Over Matter/ Orson at the Bat/ The Multiple Choice Cartoon
- 67: Galactic Gamesman Garfield/ Sly Spy Guy/ The Thing That Stayed... Forever!
- 68: Bouncing Baby Blues/ The Ugly Duckling/ Learning Lessons
- 69: Robodie II/ For Butter or Worse/ Annoying Things
- 70: Guaranteed Trouble/ Fan Clubbing/ A Jarring Experience
- 71: The Idol of Id/ Bedtime Story Blues/ Mamma Manicotti
- 72: The Pizza Patrol/ The Son Also Rises/ Rolling Romance
- 73: The Automated, Animated Adventure/ It's A Wonderful Wade/ Truckin' Odie

### Stagione 5
- 74: Home Away from Home/ Rainy Day Robot/ Odie the Amazing
- 75: Home Sweet Swindler/ Forget-Me-Not Newton/ The Great Inventor
- 76: Taste Makes Waist/ The Wolf Who Cried Boy/ Day of Doom
- 77: Country Cousin/ The Name Game/ The Carnival Curse
- 78: Renewed Terror/ Badtime Story/ Tooth or Dare
- 79: The First Annual Garfield Watchers Test/ Stark Raven Mad/ The Record Breaker
- 80: The Kitty Council/ The Bo Show/ Bad Neighbor Policy
- 81: Canvas Back Cat/ Make Believe Moon/ The Creature that Lived in the Refrigerator, Behind the Mayonnaise, Next to the Ketchup and to the Left of the Cole Slaw!
- 82: Cute for Loot/ The Caverns of Cocoa/ Dream Date
- 83: Airborne Odie/ Once Upon A Time Warp/ Bride and Broom
- 84: Dummy of Danger/ Sooner or Later/ Jumping Jon
- 85: The Worst Pizza in the History of Mankind/ Jack II: The Rest of the Story/ The Garfield Opera
- 86: Cartoon Cat Conspiracy/ Who Done It?/ The Picnic Panic
- 87: Sound Judgement/ Gross Encounters/ The Perils of Penelope
- 88: Ghost of a Chance/ Roy Gets Sacked/ Revenge of the Living Lunch
- 89: Supersonic Seymour/ A Mildly Mental Mix-Up/ The Garfield Rap

### Stagione 6
- 90: A Vacation From His Senses/ The Incredibly Stupid Swamp Monster/ Dread Giveaway
- 91: The Wright Stuff/ Orson Express/ Safe at Home
- 92: Jon the Barbarian/ Uncle Roy to the Rescue/ The Kitten and the Council
- 93: Next-Door Nuisance/ What's It All About, Wade?/ Bigfeetz
- 94: Canine Conspiracy/ Snow Wade and the 77 Dwarfs (part one)/ The Genuine Article
- 95: The Best Policy/ Snow Wade and the 77 Dwarfs (part two)/ Fishy Feline
- 96: The Pie-Eyed Piper/ Fine-Feathered Funny Man/ Sweet Tweet Treat
- 97: The Floyd Story/ How Now, Stolen Cow?/ The Second Penelope Episode
- 98: Dr. Jekyll and Mr. Mouse/ Payday Mayday/ How to Drive Humans Crazy
- 99: Date of Disaster/ A Little Time-Off/ The Longest Doze (tx 06.11.93)
- 100: Stairway to Stardom/ The Return of the Incredibly Stupid Swamp Monster/ The Life and Times of the Lasagna Kid
- 101: Magic, Monsters and Manicotti/ The Midnight Ride of Paul Revere's Duck/ Unreal Estate
- 102: Lost and Foundling/ Winter Wonderland/ Films and Felines
- 103: The Garfield Musical/ Mind Over Melvin/ Madman Meets His Match
- 104: Knights and Daze/ Holiday Happening/ Jailbird Jon
- 105: The Third Penelope Episode/ Hare Force/ Garfield's Garbage Can and Tin Pan Alley Revue

### Stagione 7
- 106: Change of Mind/ Temp Trouble/ The Perfect Match
- 107: The Legend of Johnny Ragweedseed/ Grape Expectations (part one)/ Catch As Cats Can't
- 108: A Matter of Conscience/ Grape Expectations (part two)/ Top Ten
- 109: My Fair Feline/ Double Trouble Talk/ Half-Baked Alaska
- 110: Puss in High-Tops/ Egg Over Easy (part one)/ The Beast from Beyond
- 111: Model Behavior/ Egg Over Easy (part two)/ Another Ant Episode
- 112: Guy of Her Dreams/ The Discount of Monte Cristo/ The Fairy Dogmother
- 113: The Stand-Up Mouse/ Daydream Doctor/ Happy Garfield Day
- 114: Sit on It/ Kiddy Korner/ Brainware Broadcast
- 115: The Suburban Jungle/ The Thing in the Box/ The Feline Philosopher
- 116: Thoroughly Mixed-Up Mouse/ The Old Man of the Mountain/ Food Fighter
- 117: The Jelly Roger/ The Farmyard Feline Philosopher/ Dogmother II: The Dog Alley City Adventure
- 118: Alley Katta and the 40 Thieves/ If It's Tuesday, This Must Be Alpha Centauri/ Clash of the Titans
- 119: Canned Laughter/ Deja Vu/ The Man Who Hated Cats
- 120: Orrori Al Castello (prima parte) Le Fobie Di Wade Orrori Al Castello (seconda parte) (The Horror Hostess (part one)/ Newsworthy Wade/ The Horror Hostess (part two)
- 121: L'indistruttibile Arbuckle  chi ha paura del mostro Pizza sub (Arbuckle the Invincible/ The Monster Who Couldn't Scare Anybody/ The Ocean Blue)